# Warren Green

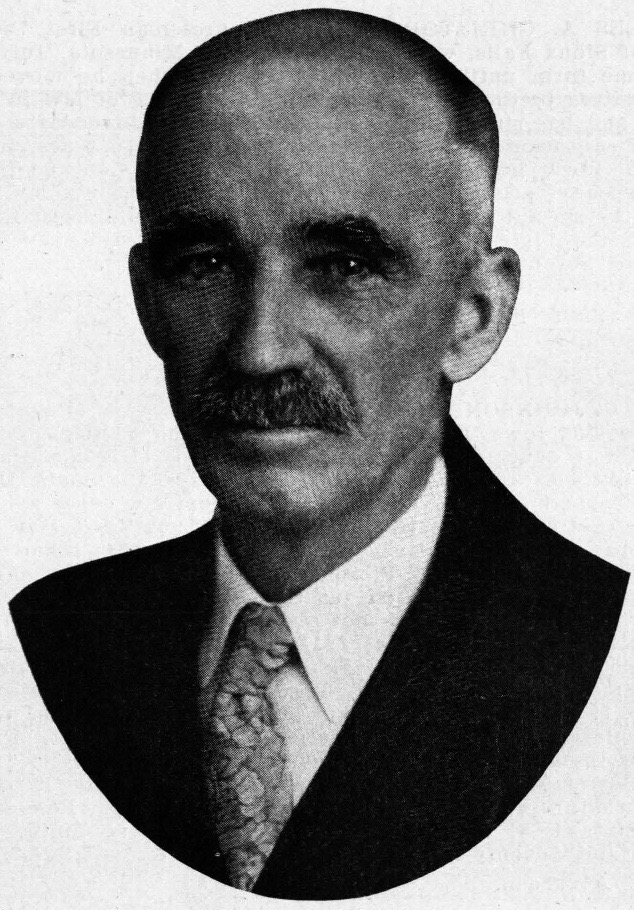
Warren Green.

Warren Everett Green, född 10 mars 1869 i Jackson County, Wisconsin, död 27 april 1945 i Watertown, South Dakota, var en amerikansk republikansk politiker. Han var den 13:e guvernören i delstaten South Dakota 1931-1933.
Green var äldst av åtta barn. Familjen flyttade 1881 till Dakotaterritoriet. Green blev jordbrukare och han gifte sig 1899 med Elizabeth Jane Parliament. Paret fick fyra barn.
Green kandiderade till omval efter en mandatperiod som guvernör men besegrades av demokraten Tom Berry.
Green var metodist.